# Avengers: Potęga i moc
Avengers: Potęga i moc (ang. The Avengers: Earth’s Mightiest Heroes, 2010-2013) – amerykański serial animowany stworzony przez Marvel Animation ze współpracą z Film Roman bazujący na komiksach Marvela pod tym samym tytułem. Jego światowa premiera odbyła się na amerykańskim Disney XD 20 października 2010 roku. Wcześniej, bo od 20 września 2010 roku nadawane były odcinki zwane mikroepizodami po pięć minut każdy, które przedstawiają bohaterów serialu; odcinki te tworzą również pierwsze 5 odcinków serialu. W Polsce odbyła się na kanale Disney XD 8 listopada 2010 roku.

## Fabuła

### Sezon Pierwszy
Kiedy najbardziej niebezpieczni superzłoczyńcy uciekają z Bunkra, Sześcianu, Twierdzy i Tratwy, pięciu najpotężniejszych bohaterów na Ziemi tworzą zwalczający przestępczość sojusz zwany Avengers. Do drużyny Avengers należą Iron Man jako lider zespołu, Ant-Man, Thor, Hulk i Wasp. Później przyłączają się również Kapitan Ameryka, Czarna Pantera i Sokole Oko. W finale sezonu okazało się, że brat Thora, Loki był odpowiedzialny za ucieczkę i drużynę Czarodziejki zwaną Władcami Ciemności.

### Sezon Drugi
Pierwsza część sezonu drugiego skupia się na inwazji Skrullów na Ziemi. Kapitan Ameryka zostaje zastąpiony przez jednego z nich. Do składu Mścicieli dołączają Ms. Marvel, Vision i Yellowjacket. W tej serii pojawia się dużo nowych postaci z Uniwersum Marvela m.in.: Spider-Man, Obrońcy (Strażnicy) Galaktyki czy Wolverine. Końcowa część sezonu skupia się na Kree, Kangu i Galactusie.

## Odcinki
| Seria | Odcinki | Premiera serii       | Finał serii      | Premiera serii   | Finał serii    |
| ----- | ------- | -------------------- | ---------------- | ---------------- | -------------- |
| 1     | 26      | 20 października 2010 | 26 czerwca 2011  | 8 listopada 2010 | 17 lipca 2011  |
| 2     | 26      | 1 kwietnia 2012      | 4 listopada 2012 | 1 września 2012  | 16 lutego 2013 |

### Odcinki na DVD
| Sezon | Odcinki | Nazwa płyty                      |
| ----- | ------- | -------------------------------- |
| 1     | 1-7     | Mściciele – na zawsze, na wieki! |
| 1     | 8-13    | Kapitan Ameryka: Odrodzenie!     |
| 1     | 14-19   | Iron Man w akcji                 |
| 1     | 20-26   | Ostatni bastion Thora            |

### Mikroepizody
| Nr  | Tytuł                            | Premiera             | Premiera w Polsce |
| --- | -------------------------------- | -------------------- | ----------------- |
| S1  | Iron Man is Born!                | 22 września 2010     | 8 listopada 2010  |
| S2  | The Coming of the Hulk           | 11 października 2010 | 10 listopada 2010 |
| S3  | The Man in the Ant Hill          | 11 października 2010 | 12 listopada 2010 |
| S4  | HYDRA Lives!                     | 11 października 2010 | 8 listopada 2010  |
| S5  | Thor the Mighty                  | 12 października 2010 | 9 listopada 2010  |
| S6  | Behold, the Mandroids!           | 12 października 2010 | 8 listopada 2010  |
| S7  | Hulk Versus the World            | 12 października 2010 | 10 listopada 2010 |
| S8  | The Siege of Asgard              | 12 października 2010 | 9 listopada 2010  |
| S9  | Nick Fury, Agent of S.H.I.E.L.D. | 13 października 2010 | 8 listopada 2010  |
| S10 | This Monster, This Hero          | 13 października 2010 | 10 listopada 2010 |
| S11 | My Brother, My Enemy             | 13 października 2010 | 9 listopada 2010  |
| S12 | The Isle of Silence              | 13 października 2010 | 9 listopada 2010  |
| S13 | Enter the Whirlwind              | 14 października 2010 | 12 listopada 2010 |
| S14 | Meet Captain America             | 14 października 2010 | 11 listopada 2010 |
| S15 | The Red Skull Strikes!           | 14 października 2010 | 11 listopada 2010 |
| S16 | If This Be Doomsday!             | 14 października 2010 | 11 listopada 2010 |
| S17 | Welcome to Wakanda               | 15 października 2010 | 12 listopada 2010 |
| S18 | Lo, There Shall Come a Conqueror | 15 października 2010 | 12 listopada 2010 |
| S19 | Beware the Widow’s Bite          | 15 października 2010 | 10 listopada 2010 |
| S20 | The Big House                    | 15 października 2010 | 12 listopada 2010 |

### Seria 1 (2010–2011)
| Nr    | Tytuł                         | Tytuł polski                      | Premiera             | Premiera w Polsce |
| ----- | ----------------------------- | --------------------------------- | -------------------- | ----------------- |
| 1     | Iron Man is Born              | Narodziny Iron Mana               | 24 października 2010 | 8 listopada 2010  |
| 2     | Thor the Mighty               | Thor Gromowładny                  | 24 października 2010 | 9 listopada 2010  |
| 3     | Hulk vs the World             | Hulk kontra świat                 | 24 października 2010 | 10 listopada 2010 |
| 4     | Meet Capitain America         | Spotkanie z Kapitanem Ameryka     | 24 października 2010 | 11 listopada 2010 |
| 5     | The Man in the Ant Hill       | Ant-Man – Człowiek-mrówka         | 24 października 2010 | 12 listopada 2010 |
| 6-7   | Breakout                      | Narodziny Mścicieli               | 20 października 2010 | 13 listopada 2010 |
| 8     | Some Assembly Required        | Kłopoty z Hulkiem                 | 27 października 2010 | 20 listopada 2010 |
| 9     | Living Legend                 | Żywa legenda                      | 3 listopada 2010     | 27 listopada 2010 |
| 10    | Everything is Wonderful       | Nieporozumienie                   | 10 listopada 2010    | 4 grudnia 2010    |
| 11    | Panther’s Quest               | Czarna Pantera                    | 17 listopada 2010    | 11 grudnia 2010   |
| 12-13 | Gamma’s World                 | Świat Gammy                       | 26 listopada 2010    | 24 grudnia 2010   |
| 14    | Masters of Evil               | Władcy ciemności                  | 5 grudnia 2010       | 5 lutego 2011     |
| 15    | 459                           | Strażnik 459                      | 12 grudnia 2010      | 12 lutego 2011    |
| 16    | The Man Who Stole Tomorrow    | Człowiek, który ukradł przyszłość | 9 stycznia 2011      | 16 lutego 2011    |
| 17    | Come the Conqueror            | Kang Zdobywca atakuje             | 16 stycznia 2011     | 5 marca 2011      |
| 18    | The Kang Dynasty              | Imperium Kanga                    | 23 stycznia 2011     | 12 marca 2011     |
| 19    | Widow’s Sting                 | Żądło wdowy                       | 19 grudnia 2010      | 20 marca 2011     |
| 20    | The Casket of Ancient Winters | Szkatuła starożytnych             | 15 maja 2011         | 23 marca 2011     |
| 21    | Hail, Hydra!                  | Powrót Hydry!                     | 22 maja 2011         | 9 kwietnia 2011   |
| 22    | Ultron-5                      | Ultron-5                          | 29 maja 2011         | 16 kwietnia 2011  |
| 23    | The Ultron Imperative         | Zadanie Ultrona                   | 5 czerwca 2011       | 23 kwietnia 2011  |
| 24    | This Hostage Earth            | Zakładniczka Ziemia               | 12 czerwca 2011      | 16 lipca 2011     |
| 25    | The Fall of Asgard            | Upadek Asgardu                    | 19 czerwca 2011      | 16 lipca 2011     |
| 26    | A Day Unlike Any Other        | Dzień inny niż wszystkie          | 26 czerwca 2011      | 17 lipca 2011     |

### Seria 2 (2012-2013)
| Nr | Tytuł                          | Tytuł polski                   | Premiera             | Premiera w Polsce    |
| -- | ------------------------------ | ------------------------------ | -------------------- | -------------------- |
| 27 | The Private War of Doctor Doom | Prywatna wojna Doktora Dooma   | 1 kwietnia 2012      | 1 września 2012      |
| 28 | Alone Against A.I.M.           | Sam przeciwko A.I.M.           | 8 kwietnia 2012      | 2 września 2012      |
| 29 | Acts of Vengeance              | Akty zemsty                    | 15 kwietnia 2012     | 8 września 2012      |
| 30 | Welcome to the Kree Empire     | Witamy w Imperium Kree         | 22 kwietnia 2012     | 15 września 2012     |
| 31 | To Steal an Ant-Man            | Ukraść Ant-Mana                | 29 kwietnia 2012     | 22 września 2012     |
| 32 | Michael Korvac                 | Michael Korvac                 | 6 maja 2012          | 29 września 2012     |
| 33 | Who Do You Trust?              | Komu zaufasz?                  | 13 maja 2012         | 13 października 2012 |
| 34 | The Ballad of Beta Ray Bill    | Ballada o Beta Ray Billu       | 20 maja 2012         | 6 października 2012  |
| 35 | Nightmare in Red               | Czerwony Koszmar               | 24 czerwca 2012      | 27 października 2012 |
| 36 | Prisoner of War                | Jeniec wojenny                 | 1 lipca 2012         | 10 listopada 2012    |
| 37 | Infiltration                   | Infiltracja                    | 8 lipca 2012         | 3 listopada 2012     |
| 38 | Secret Invasion                | Sekretna Inwazja               | 15 lipca 2012        | 17 listopada 2012    |
| 39 | Along Came a Spider...         | Spotkanie z pająkiem...        | 22 lipca 2012        | 8 grudnia 2012       |
| 40 | Behold...The Vision!           | Ujrzeć Wizję                   | 29 lipca 2012        | 20 października 2012 |
| 41 | Powerless                      | Bezsilny                       | nieemitowany         | 22 Grudnia 2012      |
| 42 | Assault on 42                  | Napad na 42                    | 5 sierpnia 2012      | 24 listopada 2012    |
| 43 | Ultron Unlimited               | Ultron Wszechmocny             | 19 sierpnia 2012     | 1 grudnia 2012       |
| 44 | Yellowjacket                   | Yellow Jacket                  | 9 września 2012      | 15 Grudnia 2012      |
| 45 | Emperor Stark                  | Cesarz Stark                   | 16 września 2012     | 29 grudnia 2012      |
| 46 | Code Red                       | Kod Czerwony                   | 23 września 2012     | 5 stycznia 2013      |
| 47 | Winter Soldier                 | Zimowy Żołnierz                | 30 września 2012     | 12 stycznia 2013     |
| 48 | The Deadliest Man Alive        | Najpotworniejszy Człowiek Żyje | 7 października 2012  | 26 stycznia 2013     |
| 49 | New Avengers                   | Nowi Mściciele                 | 14 października 2012 | 2 lutego 2013        |
| 50 | Operation Galactic Storm       | Operacja Galaktyczna Burza     | 21 października 2012 | nieemitowany         |
| 51 | Live Kree or Die               | Żyj Kree lub Giń               | 4 listopada 2012     | nieemitowany         |
| 52 | Avengers Assemble!             | Mściciele Zbiórka!             | 11 listopada 2012    | 16 lutego 2013       |